# Райки (Вінницький район)
Райки́ — село в Україні, у Іллінецькій міській громаді Вінницького району Вінницької області.

## Історія
У 1900 році землі села разом з цегельним заводом на його території належали О.Демидовій.
У грудні 1912 році житель села Вища Кропивна Гайсинського повіту Подільської губернії Макс Миколайович Грюнер відкрив  Райках каоліновий завод, який успішно працював до 1929 року, поставляючи каолін в Німеччину, центральні райони Росії, же з нього виготовляли фаянсовий посуд.
У 1929 році завод закрили, а його обладнання вивезли на аналогічні підприємства у Турбові та Глухівцях. 
12 червня 2020 року, відповідно до розпорядження Кабінету Міністрів України № 707-р «Про визначення адміністративних центрів та затвердження територій територіальних громад Вінницької області» село увійшло до складу Іллінецької міської громади.
19 липня 2020 року, в результаті адміністративно-територіальної реформи та ліквідації Іллінецького району, село увійшло до складу Вінницького району.

## Населення
За переписом населення 2001 року в селі мешкало 328 осіб.
У селі зосереджена велика ромська громада. 

### Мова
Розподіл населення за рідною мовою за даними перепису 2001 року:
| Мова                | Відсоток |
| ------------------- | -------- |
| українська          | 78,66 %  |
| ромська (циганська) | 20,43 %  |
| російська           | 0,91 %   |

## Символіка
Затверджена 18 липня 2018 р. рiшенням № 646 XXXIV сесії міської ради VIII скликання. Автори — В. М. Напиткін, К. М. Богатов, Ю. І. Весна.

### Герб
Щит розтятий на муровану золоту і зелену частини; хвиляста база розтята на лазурове і срібне. В першій частині зелений дубовий листок, в другій — золотий. Герб вписаний в золотий декоративний картуш і увінчаний золотою сільською короною. Унизу картуша напис «РАЙКИ».
Герб символізує знаходження села біля лісу. Срібна частина і стилізована цегла символізують поклади каоліну.

### Прапор
Квадратне полотнище розділене вертикально на дві рівновеликі смуги — древкову, розділену хвилясто на муровану жовту і синю частини у співвідношенні 3:1, і вільну, розділену хвилясто на зелену і білу частини у співвідношенні 3:1. На верхній древковій частині зелений дубовий листок, на верхній вільній — жовтий.